# كورة لباخة (المحفد)

تعديل مصدري - تعديل

كورة لباخة هي إحدى قرى عزلة المحفد بمديرية المحفد التابعة لمحافظة أبين، بلغ تعداد سكانها 512 نسمة حسب تعداد اليمن لعام 2004.